# Tropical Islands
Koordinaten: 52° 2′ 18″ N, 13° 44′ 53″ O

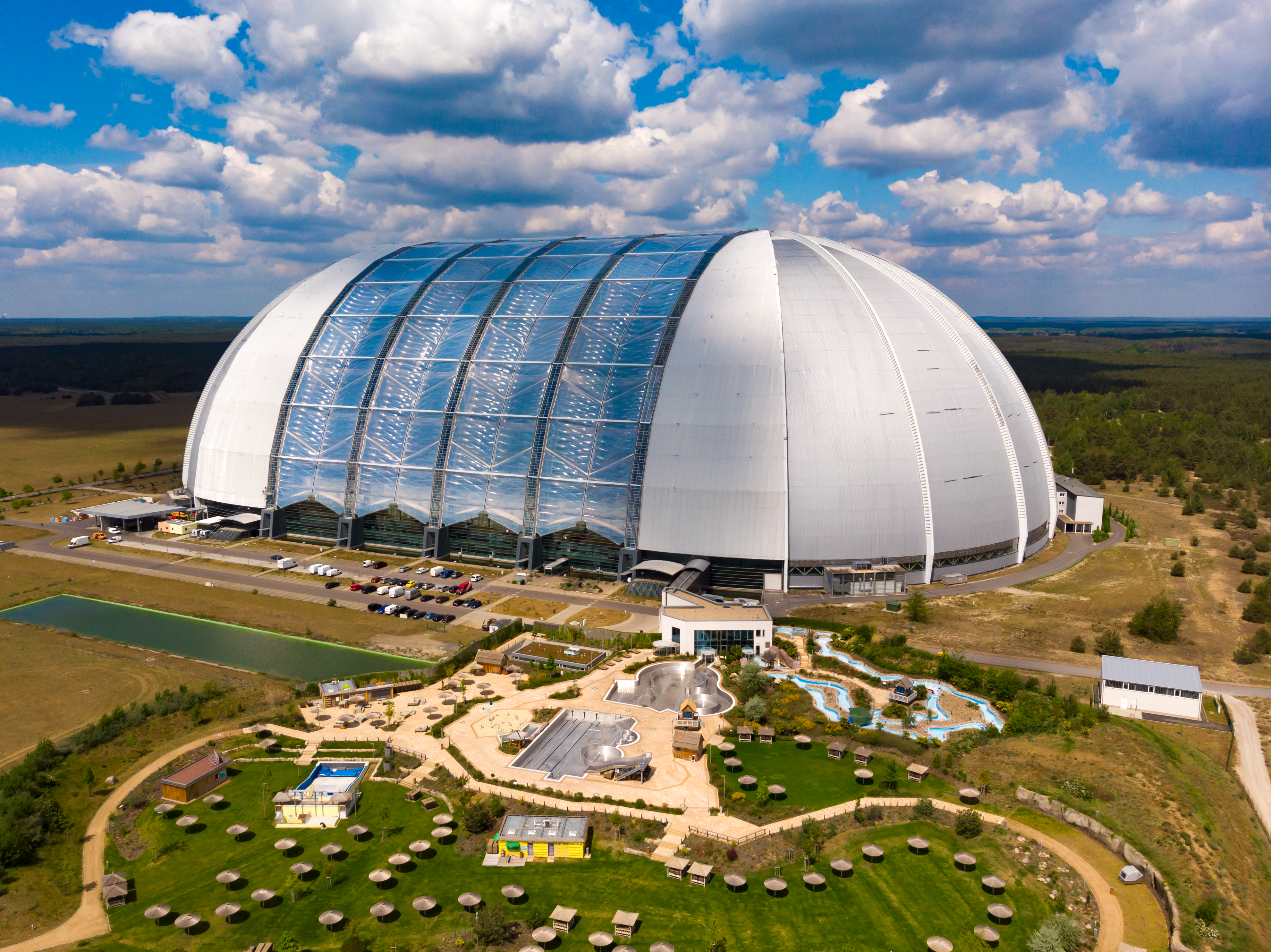
Außenansicht (2020)

Tropical Islands (deutsch: Tropische Inseln; abgekürzt TI) ist ein Wasserpark in Krausnick im brandenburgischen Landkreis Dahme-Spreewald, Deutschland. Er befindet sich seit 2004 in der Cargolifter-Luftschiffhalle, die als größte freitragende Halle der Welt gilt. Mit 1,15 Millionen Besuchern war Tropical Islands 2022 hinter der Therme Erding der zweitmeistbesuchte Wasserpark in Deutschland und gemeinsam mit dem Siam Park die Nummer drei in Europa.

## Geschichte
Das ursprünglich geplante Konzept der im Jahr 2000 fertiggestellten Cargolifter-Werfthalle war, dort das Transportluftschiff Cargolifter CL160 zu entwickeln und zu bauen, weswegen sie mit einer Länge von 360 Metern, einer Breite von 210 Metern und einer Höhe von 107 Metern die größte freitragende Halle der Welt ist. Die Baukosten der ursprünglichen Luftschiffhalle, die einen Rauminhalt von 5,5 Millionen Kubikmetern bemisst, lagen bei rund 78 Millionen Euro. Die Halle befindet sich auf dem ehemaligen Flugplatz Brand, etwa 60 Kilometer südlich des Zentrums und etwa 50 Kilometer südlich der Stadtgrenze von Berlin, und liegt nahe der Bundesautobahn 13. Nachdem das Konzept der Cargolifter-Werfthalle gescheitert war, wurde nach einer neuen Verwendung gesucht.
Die malaysische Unternehmensgruppe Tanjong hatte schließlich die Idee einer Umgestaltung zu einer Freizeitanlage mit tropischem Flair und erwarb am 11. Juni 2003 die nicht mehr genutzte Cargolifter-Werfthalle für 17,5 Millionen Euro, davon kamen 10 Millionen als Subvention vom Land Brandenburg. Die Baugenehmigung zur Ausgestaltung erfolgte am 2. Februar 2004 und die Eröffnung als Tropical Islands am 19. Dezember 2004.
Im November und Dezember 2006 wurde Tropical Islands erweitert. Es wurde ein 4.000 Quadratmeter großer Kinderteil errichtet. Ein Wellness- und Saunaareal mit sieben Bereichen wurde Mitte 2007 auf 10.000 Quadratmetern fertiggestellt. Der nachträgliche Um- und Erweiterungsbau kostete nach Angaben des Unternehmens 23 Millionen Euro. Die ursprüngliche Gesamtsumme für die Investitionen war mit 75 Millionen Euro angegeben, davon trug das Land Brandenburg 17 Millionen Euro aus Fördermitteln bei. Zielsetzung der Erweiterungsförderung war es, die 501 Arbeitsplätze bei Tropical Islands zu erhalten.
2008 wurden in direkter Nachbarschaft außerhalb der Halle ein Campingplatz mit Stellplätzen und Tipi-Zelten aus Stoff sowie eine Zeltwiese errichtet. Seit 2010 ergänzen Ferienhäuser direkt neben der Halle das Übernachtungsangebot. Im Mai 2016 wurde das neue Außengelände Amazonia mit einer Größe von 35.000 Quadratmetern eröffnet. Bis zum November 2017 wurden weitere Ferienhäuser, sogenannte Nature Homes, in der Nähe des Campinggeländes hinzugebaut.
Anfang 2018 wurde ein weiterer Ausbau für 300 Millionen Euro angekündigt, darunter eine Erweiterung der Übernachtungsmöglichkeiten von 2.000 auf 9.000 Betten. Im Dezember 2018 wurde der Wasserspielplatz Jungle Splash mit einer Größe von 658 Quadratmetern und 8 Rutschen eröffnet. Allerdings konnten einige Rutschen aus technischen Gründen, darunter die Trichterrutsche, erst im September 2019 in Betrieb genommen werden. Zeitgleich wurde mitgeteilt, dass die Tanjong-Gruppe Tropical Islands an das spanische Unternehmen Parques Reunidos verkaufen möchte. Der Verkauf war im Februar 2019 abgeschlossen.
Im September 2020 wurden außerhalb der Halle 135 neue Ferienhäuser, ein neues zentrales Empfangsgebäude, weitere Spielplätze und ein Shop & Bistro eröffnet. Ebenfalls neu gebaut wurde ein weiteres Blockheizkraftwerk.
Die Maximalauslastung im Betrieb liegt bei 6.000 Besuchern pro Tag. Zugelassen ist die Halle für bis zu 8200 Besucher. Im Jahr 2019 hatte Tropical Islands etwa 1,3 Millionen Besucher. Rund 550 Mitarbeiter sind im Tropical Islands fest angestellt, dazu sind Leiharbeiter beschäftigt.

## Konzept
In 26 °C warmer, „tropischer“ Umgebung mit etwa 40–60 % Luftfeuchtigkeit und dem größten Indoor-Regenwald der Welt mit Strand und zahlreichen tropischen Pflanzen stehen mehrere Pools, Bars sowie Restaurants zur Verfügung. Tropical Islands setzt sich aus drei Hauptbereichen zusammen: der Erlebnis-Landschaft, einem Außenbereich namens Amazonia sowie einer Saunalandschaft mit Spa und Fitnessstudio.
Die Ticketpreise sind abhängig davon, welchen Bereich man besuchen möchte. So ist es möglich, nur die Erlebnis-Landschaft mit Außenbereich zu besuchen. Es besteht die Möglichkeit, auch nach Eintritt gegen Aufpreis die Saunalandschaft zu besuchen. Je nach Attraktion können weitere Kosten anfallen, wie für die Minigolfanlage oder die internen Übernachtungsmöglichkeiten. Während des Aufenthalts werden die Kosten auf einem Chip-Armband mit Kreditfunktion gespeichert.
Zum Unterhaltungsprogramm gehören ein Kinderprogramm, verschiedene Events und kleine Livekonzerte.
Tropical Islands ist ganzjährig 24 Stunden am Tag geöffnet bis auf den jeweiligen 24. Dezember. Anfangs war ein beliebig langer Aufenthalt in Tropical Islands möglich. Für das Übernachten in Tropical Islands wurde um 3 Uhr morgens ein Aufpreis fällig, sofern man kein Zimmer oder Zelt gebucht hatte. Seit Mitte der 2010er Jahre wird um 1 Uhr morgens ein Aufpreis in Höhe von 34,50 Euro als Folgeticket aufgebucht.

## Erlebnis-Landschaft & Amazonia
Der Freizeitpark ist in verschiedene Themengebiete eingeteilt.
Das Tropendorf wurde mit originalgetreuen Nachbauten aus Thailand, Borneo, Samoa und Bali thematisiert und fokussiert sich auf das gastronomische Angebot des Freizeitparks. Im Bereich Regenwald befinden sich ca. 50.000 teilweise seltene Pflanzen aus über 600 Arten und Tiere, wie Flamingos, Schildkröten, Pfaue und Fische, sowie ein 42 Quadratmeter großes Gehege mit exotischen Schmetterlingen. Die Lagune mit balinesischer Hütte besteht aus 1.200 Quadratmeter Wasserfläche mit einer Wassertiefe von teilweise über einem Meter und einer Wassertemperatur von 32 °C. Neben Fontänen, zwei Wasserfällen, einem Strömungskanal und Whirlpools findet man zwei unterirdische Wasserrutschen.
Im Bereich Südsee befindet sich als Nachbildung eines Atollbeckens ein 140 Meter langer Pool mit 4.400 Quadratmetern Wasserfläche, 1,35 Meter Wassertiefe und einer Wassertemperatur von 28 °C. Des Weiteren beinhaltet der Bereich einen 200 Meter langen und etwa 10 Meter breiten Sandstrand mit 850 Holzliegen. Das Außengelände Amazonia umfasst eine Größe von 35.000 Quadratmetern und besteht aus zwei Thermenbecken mit 31 °C Wassertemperatur sowie den Attraktionen Whitewater River (Wildwasserkanal) und Pororoca (Surf-Simulator). Whitewater River gilt dabei mit einer Länge von 250 Meter als der längste Wildwasserkanal Deutschlands. Des Weiteren befinden sich im Außenbereich ein Beachfuß- und -volleyballfeld, Hüpf- und Kletterburgen und Liegeflächen. Die Beheizung der Außenbecken erlaubt eine ganzjährige Nutzung.
Der Jungle Splash umfasst eine Größe von 650 Quadratmetern und besteht aus acht Rutschen. Im Kinderclub kann man gegen ein Entgelt Air-Hockey spielen, Piratenschiffe steuern oder die Attraktionen Mini Cars (Kartbahn) fahren. Darüber hinaus kann man gegen Entgelt Minigolf spielen oder die Attraktionen Ballonreise (Korbballon) und Höhenflug (Fesselballon) fahren.

Auswahl verschiedener Bereiche der Tropical Islands
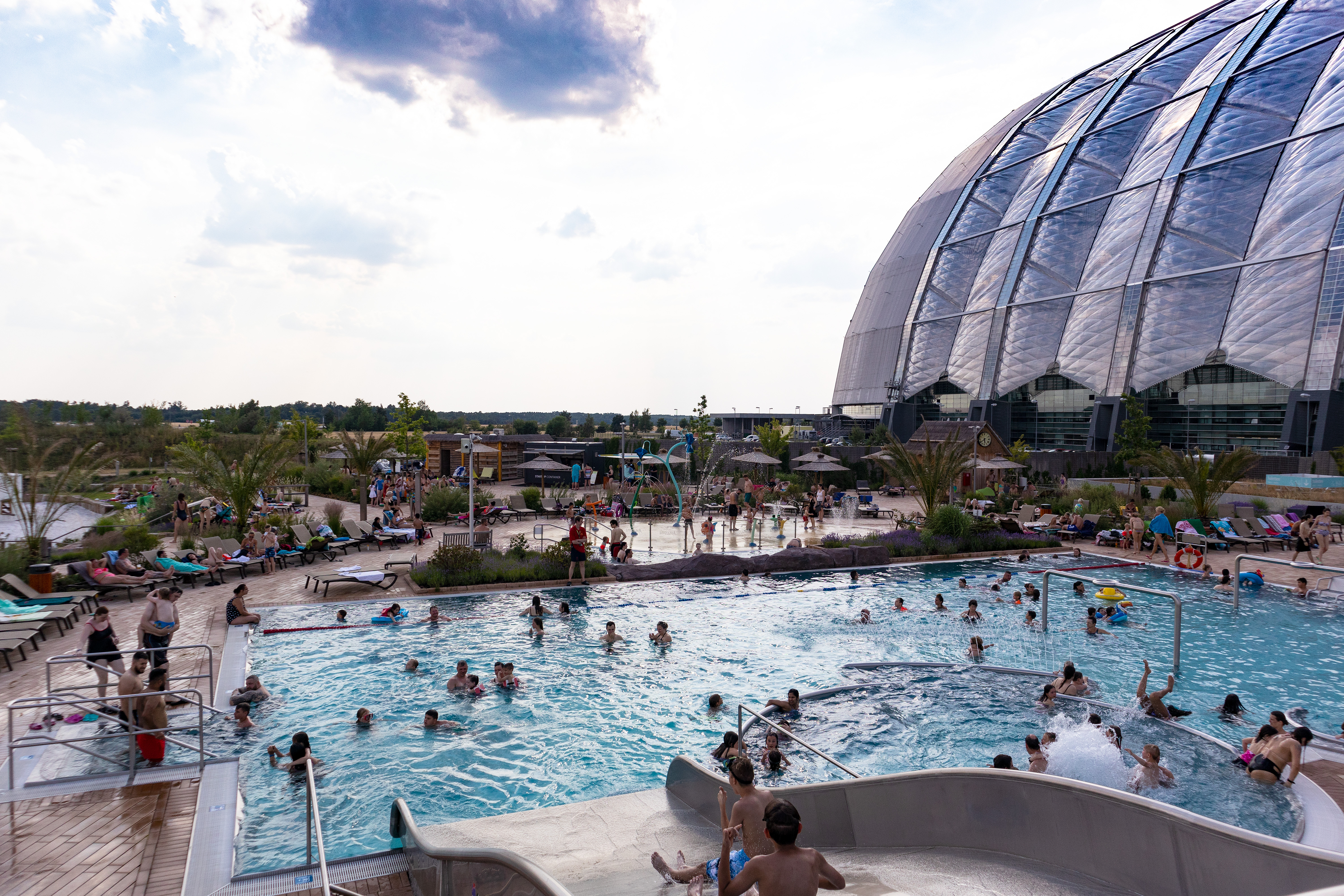
Außenbereich Amazonia
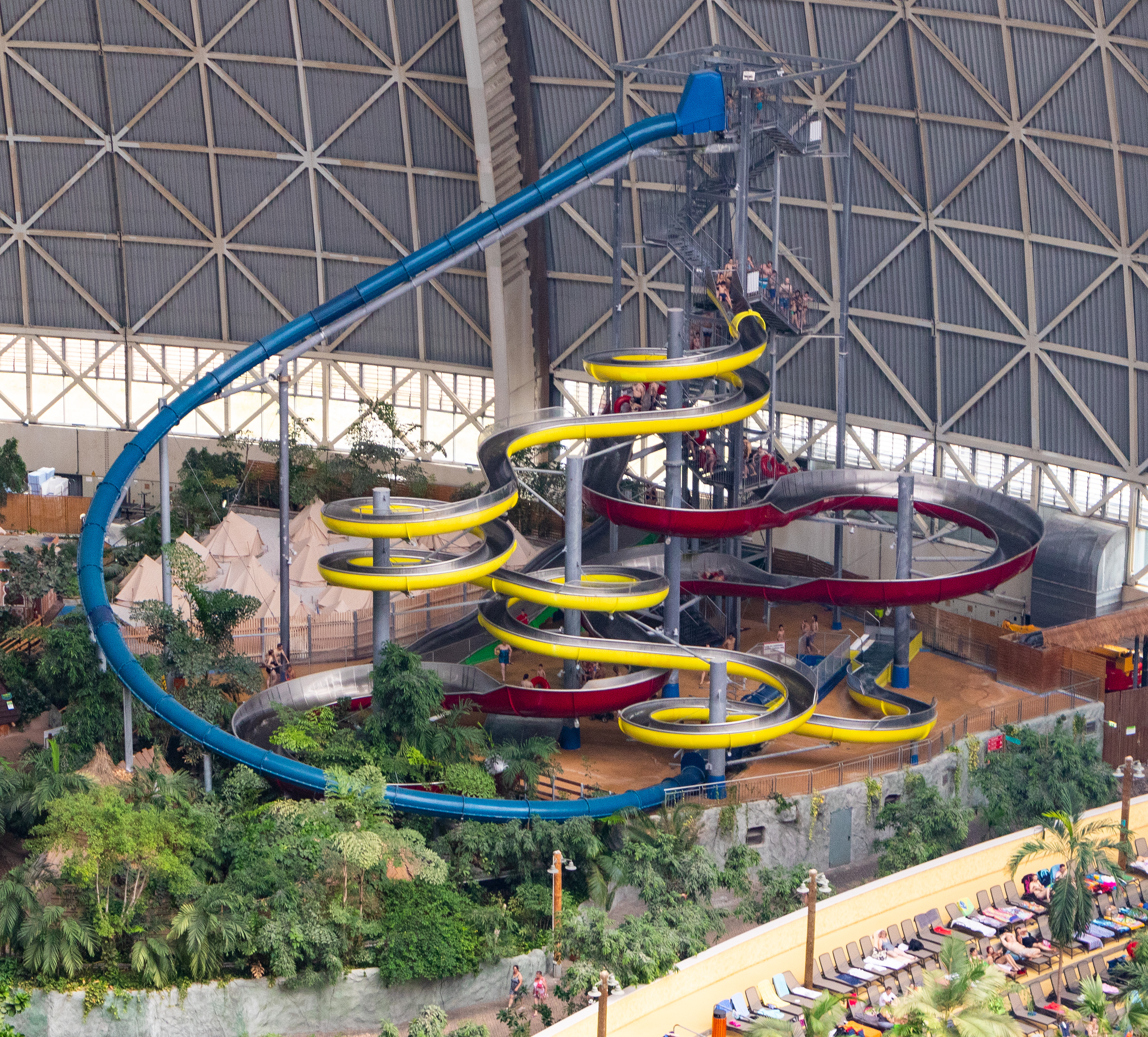
Wasserrutschen
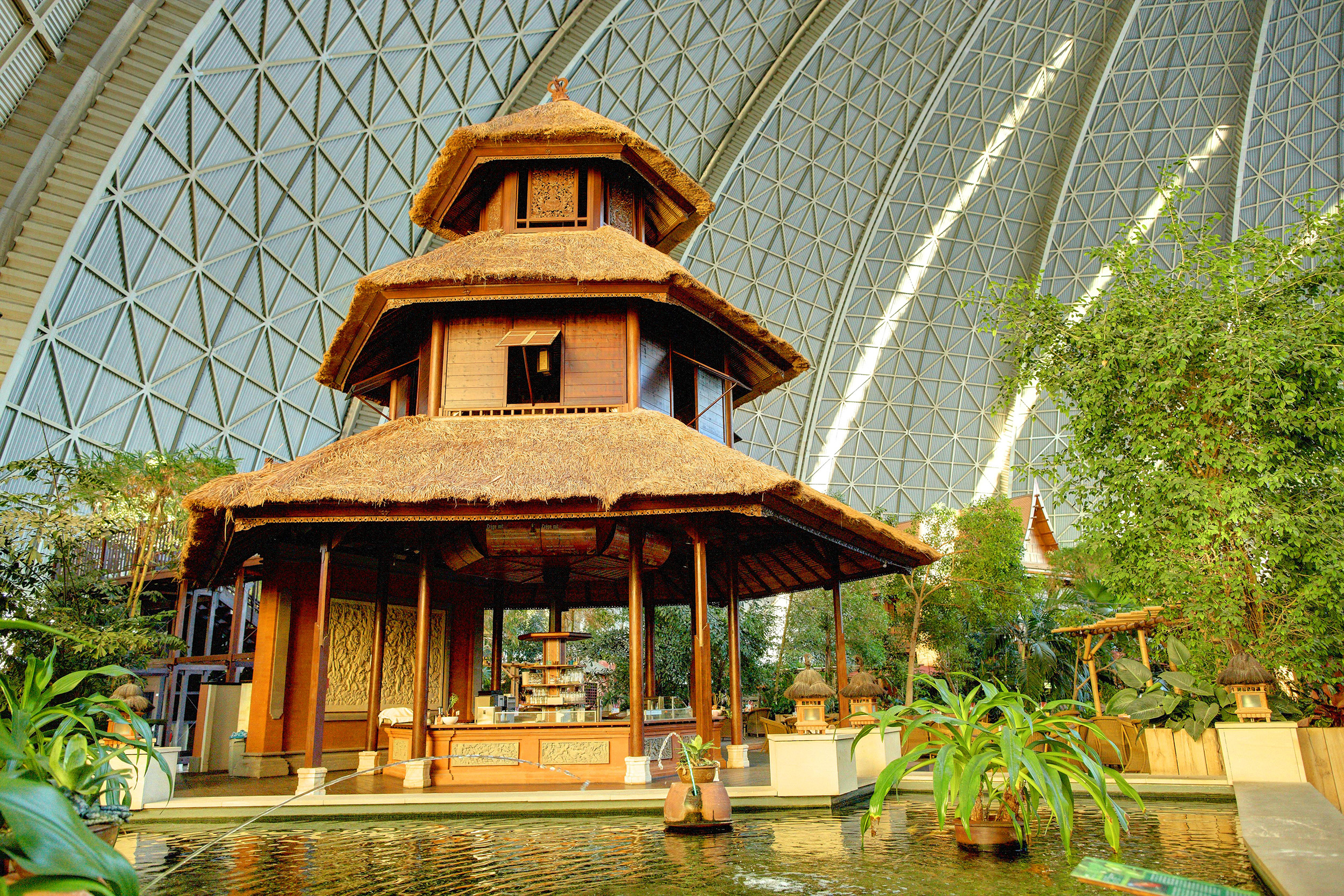
Bali-Pavillon im Tropendorf von Tropical Islands
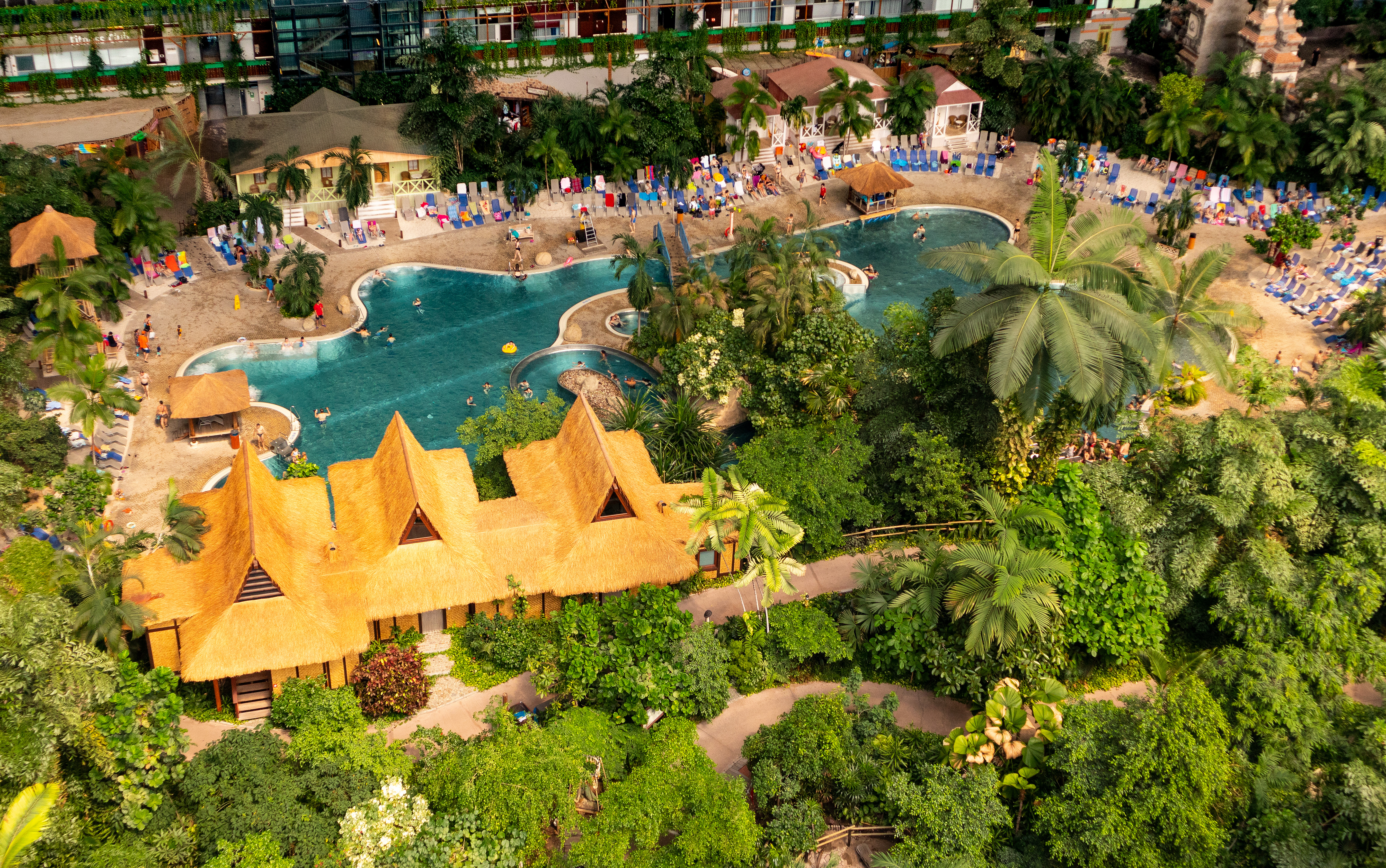
Bali-Lagune
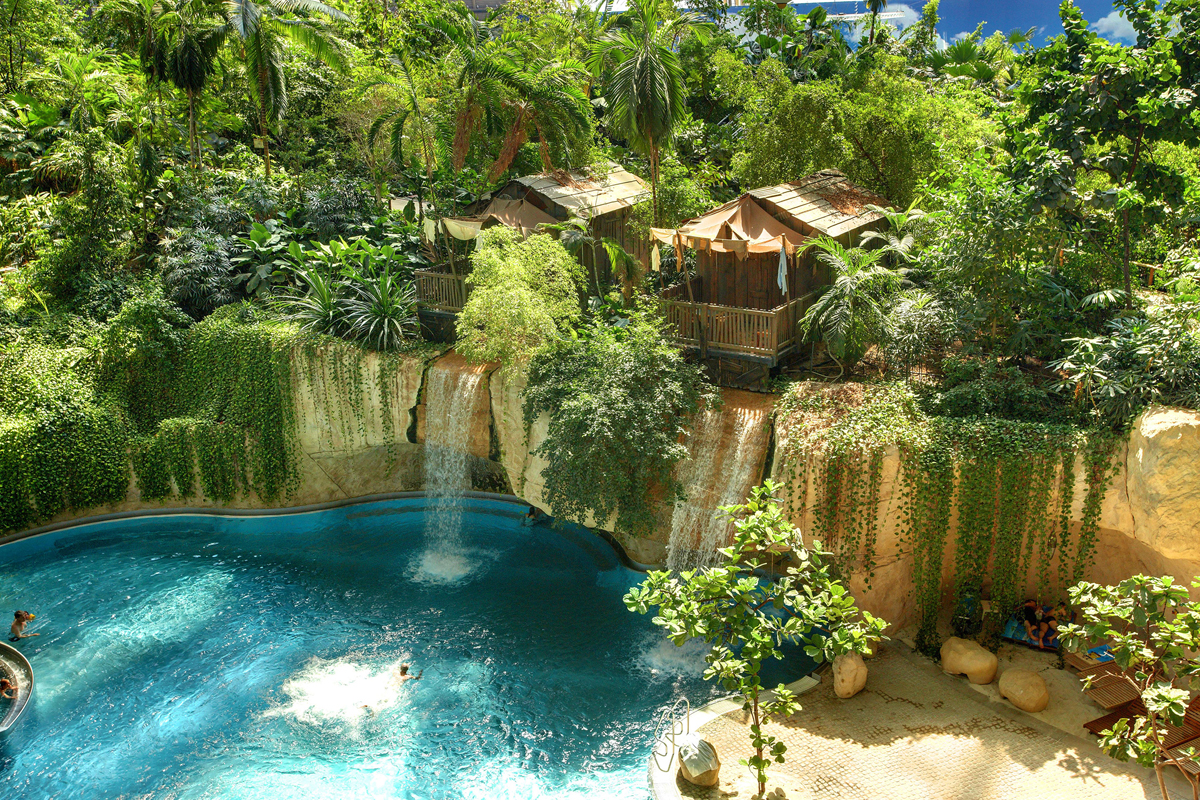
Tropical Islands Lodge
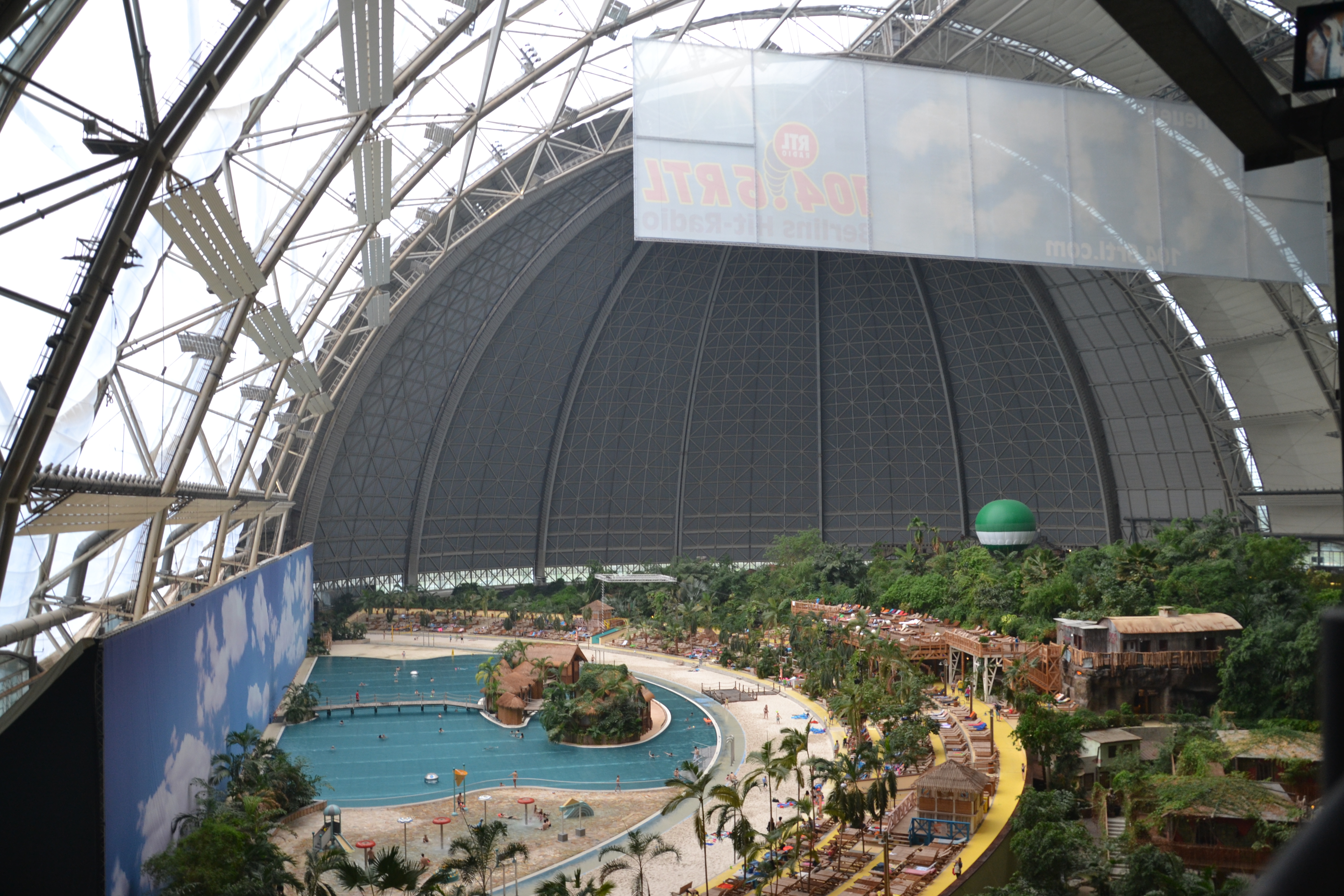
Blick auf die Südsee vom Rutschenturm
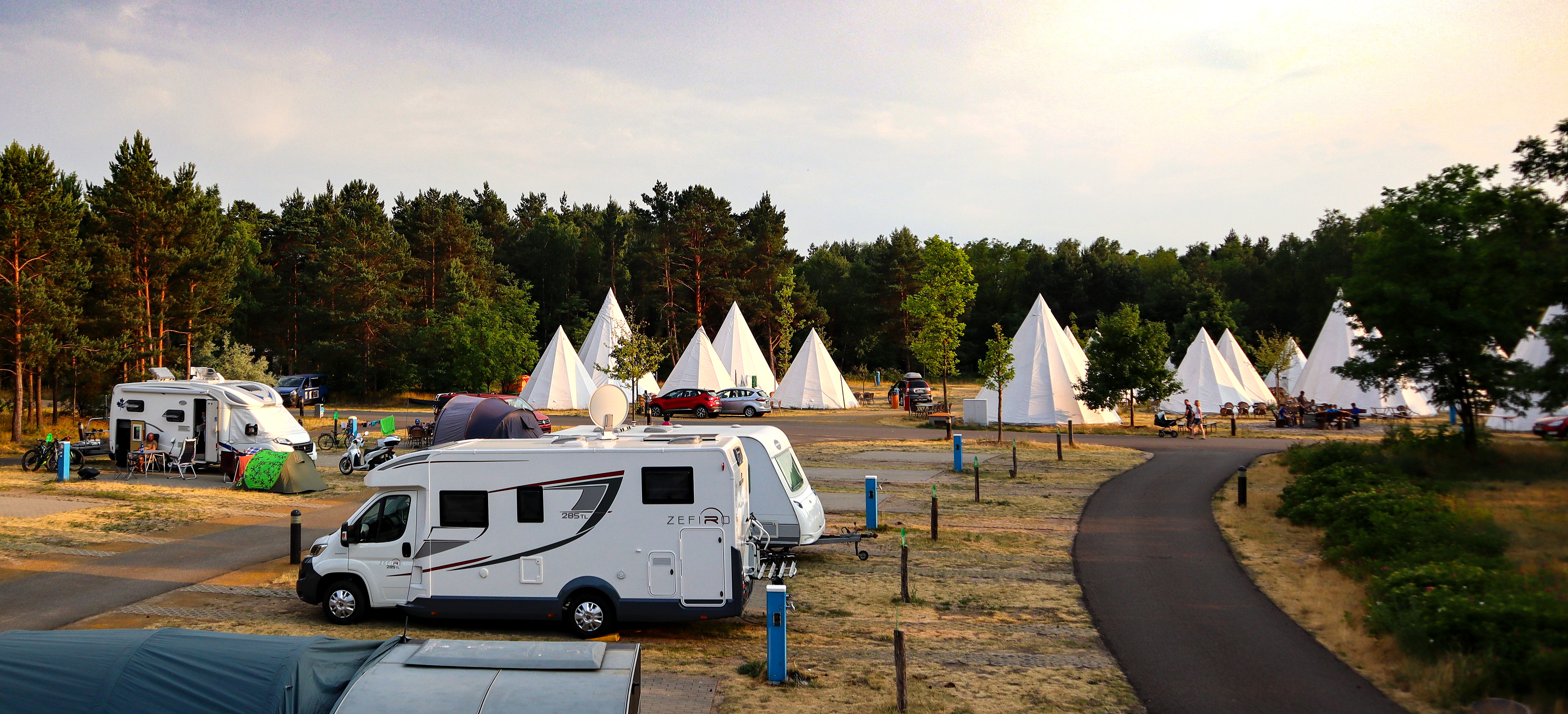
Campinggelände
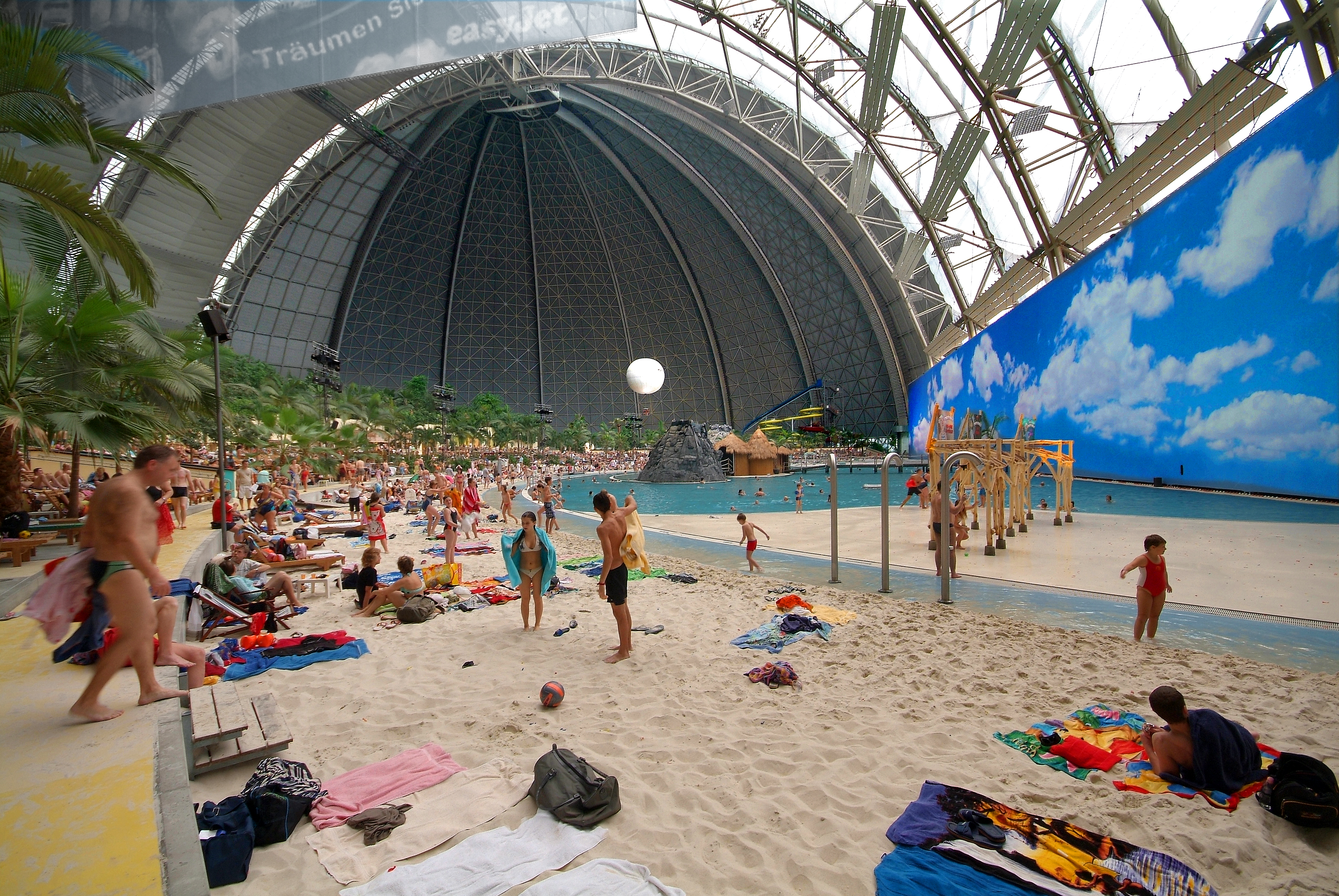
Südsee-Strand

## Saunalandschaft, Spa & Fitnessstudio

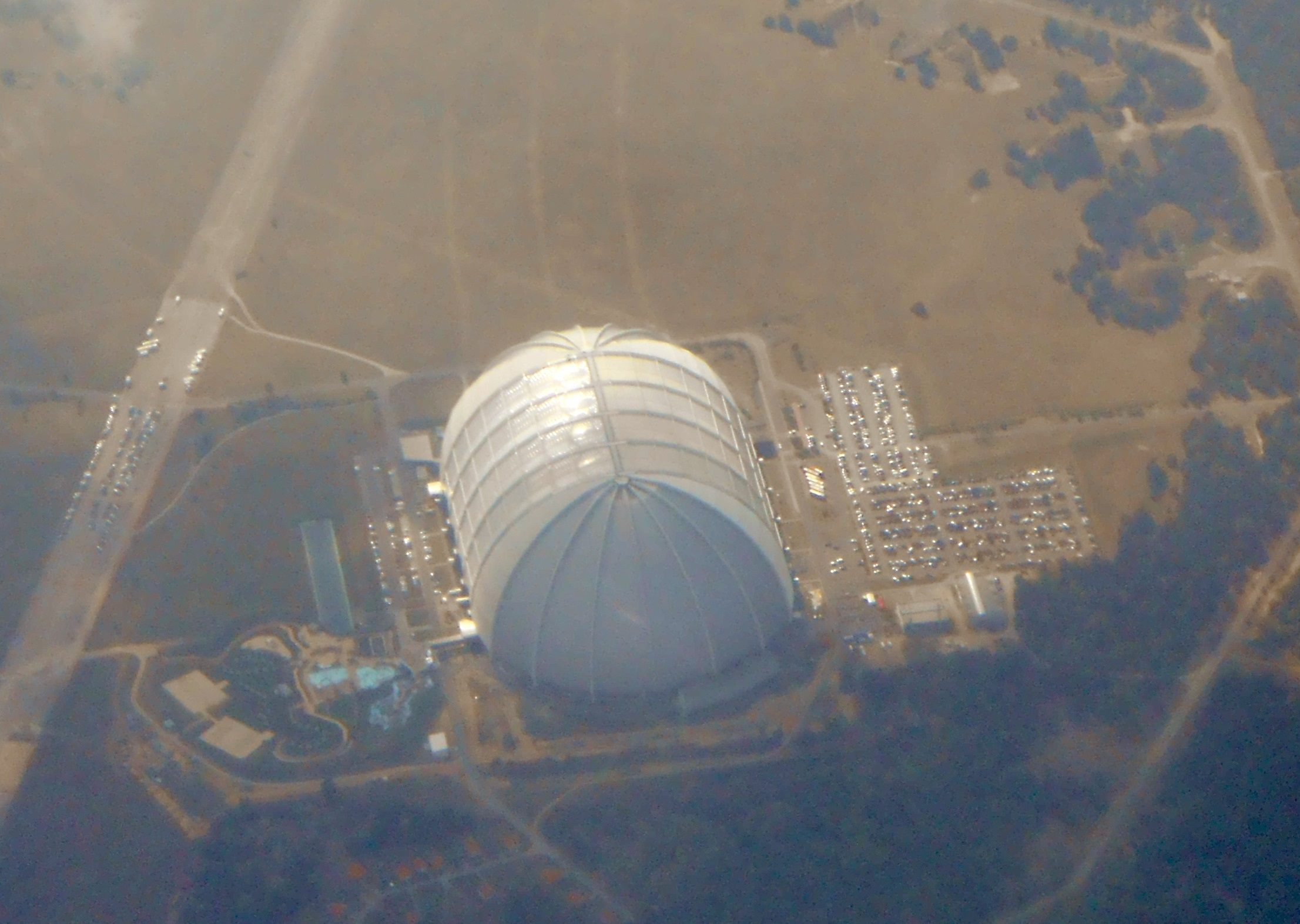
Luftaufnahme (2017)

Die Saunalandschaft umfasst eine Größe von 10.000 Quadratmetern und ist in sieben verschiedene Bereiche aufgeteilt. Im Saunabereich befinden sich die Vishnu Sauna, die Campur Campur Sauna, die Inipi Kräuterschwitzhütte sowie die Baumsauna, die in 5 Meter Höhe gebaut wurde. Des Weiteren findet man eine Nebelgrotte, eine Salzgrotte, ein Tauchbecken, einen Eisbrunnen, ein Dampfbad, ein Sprudelbecken sowie Erlebnisduschen. Ebenso gibt es Massageräume sowie mehrere Solarien. Die Saunen sind der südostasiatischen Kulisse angepasst und von dortigen Bauwerken inspiriert. Der indische Elephanta-Tempel und die Tempelanlage von Angkor Wat sind den Originalbauten nachempfunden. Tropical Islands besitzt damit die europaweit größte tropische Saunalandschaft.
Darüber hinaus befindet sich im Tropical Islands ein Spa-Bereich, dessen Anwendungen man gegen Gebühr buchen kann, sowie ein Fitnessstudio, welches neben Sportgeräten auch Kurse anbietet.

## Übernachtung
Tropical Islands bietet Übernachtungsmöglichkeiten innerhalb sowie außerhalb der Halle. In der Halle existieren neben 197 Zimmern und Lodges unterschiedlicher Kategorie auch zwei Regenwald-Camps mit 138 Stoff- und Premiumzelten. Außerhalb der Halle befindet sich ein Campingplatz mit 92 Stellplätzen sowie 35 Zelten verschiedener Kategorie. Des Weiteren gehören 248 Ferienhäuser, die in Woodland Homes, Nature Homes und Sunrise Homes unterschieden werden, zu Tropical Islands.

## Wirtschaftlichkeit
Für einen kostendeckenden Betrieb wurden 1,25 Millionen Besucher im Jahr kalkuliert. Zielgruppe der Erweiterung der Freizeitanlage waren und sind somit Besucher aus weiter entfernten Regionen, einschließlich Polen. Im ersten Betriebsjahr 2005 wurde statt der erwarteten  2,5 Millionen lediglich eine Million Besucher gezählt und so ein Verlust zwischen 10 und 20 Millionen Euro erwirtschaftet. Die anfangs geringen Besucherzahlen wurden auf verschiedene Gründe zurückgeführt, auch auf die vergleichsweise abgelegene Lage.
Durch eine geänderte Preisstruktur und neu geschaffene Übernachtungsmöglichkeiten wurde die Besucherakzeptanz verbessert. Während im Jahr 2007 nur 512.000 Besucher kamen, konnten die jährlichen Besucherzahlen auf 883.000 Besucher im Jahr 2010 gesteigert werden. Die Umsatzerlöse stiegen im selben Zeitraum von 13,8 Mio. Euro auf 32 Mio. Euro. Im Jahr 2009 konnte erstmals seit Bestehen ein Gewinn erzielt werden. Die Auslastung der 2000 Gästebetten im Jahr 2017 lag bei 85 Prozent.
In der Startphase gab es Probleme mit den Pflanzen, die unter der lichtdichten Kuppel kein Tageslicht bekamen. Seit der Ersetzung der gesamten Südseite der Halle entlang des „Südsee“strandes mit einer 20.000 Quadratmeter umfassenden ETFE-Folie (eine UV-durchlässige Spezialfolie) im Oktober 2005 kann nun durch dieses „Fenster“ Tageslicht ungehindert eintreten.

## Verkehrsanbindung
Tropical Islands liegt rund vier Kilometer von der Anschlussstelle Staakow der Bundesautobahn 13 entfernt.
Der Freizeitpark ist über den Haltepunkt Brand Tropical Islands der Bahnstrecke Berlin–Görlitz mit dem Schienennetz verbunden. Dort halten unter anderem der RE 2 (Nauen – Berlin – Cottbus), der RE 7 (Dessau – Berlin – Senftenberg) und mehrere Buslinien. Von dort verkehren kostenlose, auf die Züge abgestimmte Shuttlebusse halbstündlich zum Eingang des Tropical Islands.

## Energieverbrauch

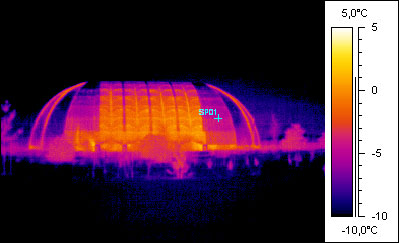
Thermographie-Aufnahme (2006)

Die Gebäudehülle ist für 19 °C Innentemperatur ausgelegt, für das Bad wird die Halle auf 26 °C beheizt. Durch die Außenfläche und die UV-lichtdurchlässige Folienhülle kommt es zu Wärmeverlusten. Die Thermographie-Aufnahme zeigt den Wärmeverlust an verschiedenen Stellen der Halle. Wärmeverluste entstehen auch durch das permanente Heizen des Sandes. Hinzu kommen weitere Energieverluste, da Wasserdampf aus den Wasserbecken mit der Abluft aus der Halle abgeführt wird. Dafür ist eine Heizleistung von 1,3 Megawatt nötig.
Tropical Islands ist einer der größten Energieverbraucher der Region und betreibt unter anderem zwei mit Gas betriebene Blockheizkraftwerke, die es im Winter fast gänzlich von externem Strom unabhängig machen.

## Sicherheit
Die Tropical Islands-Werkfeuerwehr steht für Erste Hilfe, Brandbekämpfung und Brandschutz zur Verfügung. Die Wache ist  24 Stunden täglich besetzt. Für die schnelle Fortbewegung in der großen Halle werden ein Feuerwehr-Quad und ein Krankentransport-Quad genutzt. Die eigentliche Wache befindet sich außerhalb der Halle und beinhaltet außerdem ein Tragkraftspritzenfahrzeug mit Wassertank (TSF-W) sowie ein Tanklöschfahrzeug (TLF 5000).